# Tillgrepp av fortskaffningsmedel
Tillgrepp av fortskaffningsmedel eller fordonsstöld är ett brott i bland annat svensk rätt. I finsk rätt kallas motsvarande brott bruksstöld av motordrivet fortskaffningsmedel.
För detta brott döms enligt 8 kap. 7 § i den svenska brottsbalken  den som olovligen tager och brukar motorfordon eller annat motordrivet fortskaffningsmedel, som tillhör annan. För brottet döms, om gärningen ej är belagd med straff enligt någon tidigare paragraf i samma kapitel, till fängelse i högst två år eller, om brottet är ringa, till böter. Är brottet grovt, dömes till fängelse, lägst sex månader och högst fyra år.
I 28 kap 9 a § i den finska strafflagen går motsvarande brott under rubriceringen "bruksstöld av motordrivet fortskaffningsmedel". Den som olovligen tar i bruk ett motordrivet fortskaffningsmedel som tillhör någon annan, skall enligt denna paragraf dömas till böter eller fängelse i högst ett år sex månader.

## Motiv till lagstiftningen
Med fortskaffningsmedel avses till exempel bil, buss eller båt.
Denna brottsrubricering är skapad eftersom inte alla tillfällen då någon olovligt tar ett fordon passar in under gärningsbeskrivningen för stöld. Om gärningen faller in under beskrivningen för stöld skall i stället dömas för stöld.
Vad som skiljer tillgrepp och bruksstöld från egentlig stöld är att den som döms för tillgrepp av fortskaffningsmedel sannolikt inte har tänkt att behålla eller sälja fordonet som han har tillgripit och således har han inte planerat någon ekonomisk vinning av gärningen, utan kanske enbart velat använda det eller busköra och sedan lämna det övergivet någonstans.
Motsvarande brottsrubricering finns även på andra språk, av samma skäl. I exempelvis tysk lag kallas brottet Unbefugter Gebrauch eines Fahrzeugs ("otillåtet bruk av fordon").
När det gäller bilstölder har den tekniska utvecklingen reducerat dessa vilket beskrivs i artikeln Stöldskydd (bil).

## Helikopterstöld
Ett tillgrepp av fortskaffningsmedel av det ovanligare slaget ägde rum i Stockholm den 23 september 2009, då en helikopter av typen Bell 206 Jet Ranger stals för att användas vid det så kallade Helikopterrånet samma dag.

## Organiserad brottslighet
Tillgrepp av motorfordon sker över hela världen samt har en koppling till både organiserad brottslighet och terrorism. Det handlar då vanligen om att stjäla motorfordon i ett land för att sälja det i ett annat för att därmed tjäna pengar, eller om att fordonet används som transport av andra illegala varor såsom vapen, narkotika, eller människosmuggling, eller om att fordonet används som flyktbil vid exempelvis rån. Korruption är ofta knutet till och en förutsättning för stölderna.
Grovt räknat kan tillgrepp av motorfordon indelas i två typer: stöld av vanliga motorfordon och stöld av lyxmärken. Graden våldsanvändning är vanligtvis låg. Sedan fordonet stulits forslas det snabbt över nationsgränsen för att minska riskerna för upptäckt.